# District de Jeseník
Le district de Jeseník (en tchèque : okres Jeseník) est un des cinq districts de la région d'Olomouc, en Tchéquie. Son chef-lieu est la ville de Jeseník.

## Géographie
Cette zone des Sudètes abrite le Hrubý Jeseník (Vieux Père), montagne où se trouvent les sources de la rivière Morava et du fleuve Oder.

## Liste des communes
Le district compte 24 communes, dont 5 ont le statut de ville (město, en gras) et aucune celui de bourg (městys, en italique) :
Bělá pod Pradědem • Bernartice • Bílá Voda • Černá Voda • Česká Ves • Hradec-Nová Ves- Javorník • Jeseník • Kobylá nad Vidnavkou • Lipová-lázně • Mikulovice • Ostružná • Písečná • Skorošice • Stará Červená Voda • Supíkovice • Uhelná • Vápenná- Velká Kraš • Velké Kunětice • Vidnava • Vlčice • Zlaté Hory • Žulová.

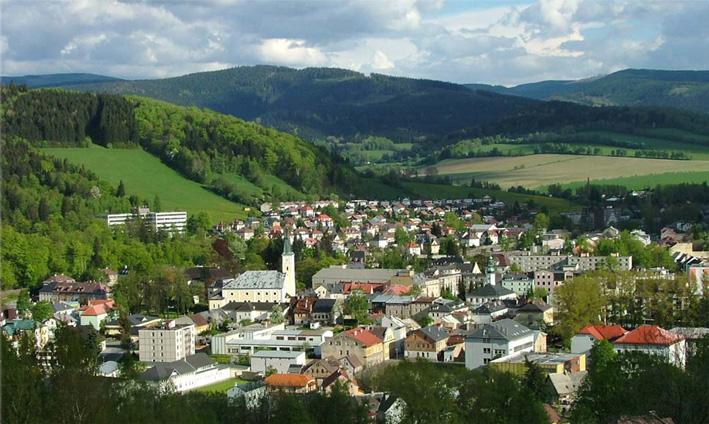
Jeseník : vue générale.

## Principales villes
Population des dix principales communes du district au 1er janvier 2025 et évolution depuis le 1er janvier 2024 :
| Jeseník           | 10 456 | en diminution   |
| Zlaté Hory        | 3 701  | en augmentation |
| Javorník          | 2 574  | en diminution   |
| Mikulovice        | 2 482  | en diminution   |
| Česká Ves         | 2 303  | en diminution   |
| Lipová-lázně      | 2 047  | en diminution   |
| Bělá pod Pradědem | 1 710  | en diminution   |
| Vidnava           | 1 190  | en diminution   |
| Vápenná           | 1 181  | en diminution   |
| Žulová            | 1 128  | en augmentation |